# Godfried Danneels
Godfried Maria Jules Danneels (Kanegem, 4 juni 1933 – Mechelen, 14 maart 2019) was een Belgisch kardinaal van de Rooms-Katholieke Kerk.

## Biografie

### Jeugd en studie
Godfried Danneels werd geboren te Kanegem in het gezin van hoofdonderwijzer Hendrik Danneels (Dudzele, 1903 – Bonheiden, 1987) en Madeleine Stofferis (Kanegem, 1906 – aldaar, 1982). Hij was de oudste telg in een gezin van zes kinderen. Na zijn middelbare studies aan het diocesaan Sint-Jozefscollege in Tielt bezocht hij het seminarie Leo XIII in Leuven, waar hij zijn hogere studies in filosofie aan de Katholieke Universiteit (1951-1954) voortzette. Daarna studeerde hij theologie aan de Gregoriaanse Universiteit in Rome tot 1960. Danneels werd op 17 augustus 1957 door bisschop Emiel-Jozef De Smedt in zijn geboortedorp tot priester gewijd. In de Eeuwige Stad woonde hij in het Belgisch College. Na zijn licentiaatsstudie in de theologie behaalde hij in 1961 het doctoraat in de theologie met een proefschrift over de middeleeuwse theoloog Henri van Gent. Tussen 1959 en 1977 was hij professor in de liturgie en sacramentenleer aan het Grootseminarie van Brugge, waar hij ook tot geestelijk directeur benoemd werd. Van 1969 tot 1977 was hij tevens docent in de liturgie en de sacramenten aan de Faculteit Theologie en Religiewetenschappen Leuven. In die tijd schreef hij veel artikelen, met name over de liturgie en de huwelijksmoraal. Danneels was in het bisdom Brugge ook verantwoordelijk voor de opleiding van permanente diakens en de navorming van de priesters.

### Bisschop van Antwerpen
Op 4 november 1977 werd Danneels door paus Paulus VI benoemd tot bisschop van het bisdom Antwerpen, in opvolging van monseigneur Jules Victor Daem. Op 18 december van datzelfde jaar werd hij door kardinaal Suenens tot bisschop gewijd. De bisschoppen Emiel-Jozef De Smedt, Jules Victor Daem, Jean Huard en Guillaume Marie van Zuylen waren mede-wijdende bisschoppen. Als bisschopsleuze koos hij Apparuit humanitas Dei nostri of Verschenen is de menslievendheid van onze God (Titus 3, 4).

### Aartsbisschop van Mechelen-Brussel
Op 4 januari 1980 werd Danneels metropoliet van de Belgische kerkprovincie, aartsbisschop van het aartsbisdom Mechelen-Brussel en voorzitter van de Belgische Bisschoppenconferentie. In 1980 vroeg paus Johannes Paulus II hem als Nederlandskundig verzoeningsfiguur deel te nemen aan de Bijzondere Bisschoppensynode van de Nederlandse bisschoppen als tweede plaatsvervangend voorzitter. Deze synode was in Rome bijeengeroepen naar aanleiding van de zware gezagscrisis en polarisatie in de Nederlandse kerkprovincie. In de jaren daarna zou Danneels een blijvende hoofdrolspeler worden op meerdere bisschoppensynodes.
Sedert 15 september 1980 was Danneels achtereenvolgens ook nog vicaris van de Belgische strijdkrachten en vanaf 1987 militair ordinarius van het legerbisdom. Krachtens zijn functie was hij ook grootkanselier van de Katholieke Universiteit Leuven en de Université Catholique de Louvain en zat hij in beide instelling de Inrichtende Macht voor.
De perswoordvoerders van Danneels waren Toon Osaer en Hans Geybels.

### Kardinaal
Danneels werd tijdens het consistorie van 2 februari 1983 kardinaal gecreëerd. Hij kreeg de rang van kardinaal-priester. Zijn titelkerk werd de Sint-Anastasiabasiliek. Hij nam deel aan de conclaven van 2005 en 2013.
Doorheen de jaren 1980 was Danneels een bepalende figuur in de wereldkerk. Hij was actief betrokken bij de bescherming van bevrijdingstheologen als Gustavo Gutiérrez in de strijd rond de bevrijdingstheologie in 1984. Hij speelde, samen met kardinalen Lustiger, Decourtray en Macharski, eveneens een sleutelrol in het ontzenuwen van het internationaal gespannen dossier omtrent de aanwezigheid van een karmelklooster op de site van Auschwitz.
In 1985 werd Danneels benoemd tot relator van de buitengewone synode naar aanleiding van 20 jaar Vaticanum II. Hij slaagde er, samen met Walter Kasper, in om een compromistekst te redigeren die de verschillende fracties op de synode samenhield. In dezelfde periode was Danneels ook een hoofdrolspeler binnen de Europese bisschoppenconferentie. In 1993 werd hij gevraagd om kardinaal Martini op te volgen als voorzitter, maar zijn kandidatuur werd geblokkeerd door de Belgische kardinaal Jan Pieter Schotte.
Danneels was van 1990 tot 1999 internationaal voorzitter van Pax Christi International en was vanuit die positie nauw betrokken op het vredesengagement in de Balkanoorlogen in de jaren 1990. Hij ontving eredoctoraten van de Tilburg School of Catholic Theology van de Universiteit van Tilburg in (2002) en de Georgetown University te Washington D.C. (2003).

### Romeinse Curie
In juni 1978 werd Danneels lid van de Congregatie voor de Geloofsleer. Daarnaast zou hij later ook zetelen in de Congregatie voor de Bisschoppen, de Congregatie voor de Clerus, de Raad voor de Openbare Aangelegenheden in de Kerk en het Secretariaat voor de niet-gelovigen. Hij was tevens lid van de Congregatie voor de Evangelisatie van de Volkeren, de Congregatie voor de Riten en de Sacramenten, de Congregatie voor de Oosterse Kerken en de Congregatie voor het Katholiek Onderwijs.
Twee keer per jaar, in de aanloop naar Pasen en Kerstmis, publiceerde Danneels een pastorale brief in de vorm van een brochure die op tienduizenden exemplaren verschijnt. De tekst van de 52e brief, getiteld Een woord bij ... Pasen 2007, handelt over het Credo en de vreugde van te geloven.
In april 1998 werd Danneels, samen met zijn hulpbisschop Lanneau, veroordeeld door de rechtbank van eerste aanleg te Brussel tot het betalen van een schadevergoeding van 500.000 frank aan smartengeld aan zeven slachtoffers van seksueel misbruik door de parochiepriester van Sint-Gillis te Brussel. De rechter stelde dat de priester onder het gezag van beide diocesane bisschoppen stond en dat de Kerk daarmee: objectief verantwoordelijk is voor diens wandaden, net zoals een werkgever aansprakelijk is voor een werknemer. De priester in kwestie had zich gedurende dertig jaar aan verschillende jongens tussen de 10 en de 16 vergrepen en zijn oversten werden hiervan ten dele op de hoogte bevonden. Na een beroepsprocedure werd dit vonnis ongedaan gemaakt, en werd duidelijk dat bisschoppen volgens Belgisch recht niet juridisch aansprakelijk zijn voor individuele wandaden van de onder hen functionerende priesters.

## Ethische standpunten
Danneels werd door de pers vaak getypeerd als "progressief". Ook conservatieven en traditionele katholieken hebben hem dit verweten. Zijn kritiek op de gang van zaken, onder andere tijdens de bisschoppensynode en het bijzonder consistorie van 2001 in het Vaticaan heeft hem naast kardinalen als Walter Kasper en Carlo Maria Martini mogelijk als verkiesbare kardinaal in het Conclaaf van 2005 parten gespeeld. Het gegeven dat de Belgische politieke overheden wetgeving voor stemden waarbij abortus en euthanasie gelegaliseerd werden, en dat België na Nederland als tweede land ter wereld het huwelijk voor partners van gelijk geslacht opengestelde, speelde volgens verscheidene Belgische kranten niet in zijn voordeel. Dat Danneels als grootkanselier van de Katholieke Universiteit Leuven (KU Leuven) en de Université catholique de Louvain (UCL) niet in staat was iets te ondernemen tegen het stamcelonderzoek dat aan deze beide universiteiten werd uitgevoerd op stamcellen verkregen uit overtallige embryo's, werd door een aantal rooms-katholieken gezien als een tekortkoming. In dergelijke aangelegenheden verwijst Danneels zelf vaak naar de officiële reactie van het Belgische episcopaat op de encycliek Humanae Vitae van 1968, waarin onder leiding van zijn voorganger, kardinaal Suenens, werd gewezen op het recht van katholieken om hun geweten te volgen, zoals dat werd uitgedrukt in de constitutie over de kerk in de moderne wereld Gaudium et Spes van het Tweede Vaticaans Concilie. Dit verhelderde Danneels onder andere in de lezingenreeks die hij in oktober 2007 hield in de Verenigde Staten van Amerika op uitnodiging van diverse kerkelijke en universitaire instanties. In San Francisco handelde zijn lezing in Fairfax Saint Rita Church over katholieke evangelisatie en Populorum Progressio, in Washington in het kader van de Frederick R. McManus Memorial Lecture Series sprak de kardinaal over de liturgie 40 jaar na het Tweede Vaticaans Concilie. Ten slotte hield hij een lezing voor de gelovigen en de priesters van het bisdom Cleveland over de beloften van de liturgische vernieuwing.
Ook het bericht van de ondertekening op 26 juni 2002 van de Gemeenschappelijke verklaring over de gelijke behandeling van hetero- en holebiseksualiteit in het onderwijs door het VSKO is door een deel van de gelovigen in Vlaanderen met huivering en ongeloof ontvangen omdat het indruist tegen de geloofsleer van de Rooms-Katholieke Kerk. Het VSKO werd met name door de Belgische bisschoppen belast met de coördinatie en de vertegenwoordiging van het katholiek onderwijs in Vlaanderen. Volgens de biografie van Danneels schreef de kardinaal in 2003 een brief aan Belgisch formateur Guy Verhofstadt, waarin hij zich positief uitdrukte over het wegwerken van discriminatie ten overstaan van holebi's in België. Voor Danneels behoorde de problematiek tot de kwestie van godsdienstvrijheid zoals die in het conciliedocument Dignitatis humanae werd omschreven. Hij oordeelde evenwel dat een verbintenis tussen partners van hetzelfde geslacht niet kan worden omschreven als huwelijk.
Hoewel Danneels eerder aansloot bij meer vooruitstrevende richtingen binnen het hoogste gezag in de Rooms-Katholieke Kerk, was hij geen voorstander van abortus of euthanasie, maar respecteerde hij wel de door Vaticanum II officieel aanvaarde scheiding tussen kerk en staat in dergelijke zaken. Op moreel vlak verzette hij zich echter meermaals tegen de ontwikkelingen in België. Hij zei in zijn Paaspreek van 2008 naar aanleiding van de euthanasie van Hugo Claus: Door zomaar uit het leven te stappen, antwoordt men niet op het probleem van lijden en dood. Men loopt er in een boog omheen en omzeilt het. Omzeilen is geen heldendaad, geen voer voor frontpaginanieuws.
Danneels verklaarde in verband met de wet m.b.t. euthanasie en de eventuele uitbreiding ervan dat "het gaat om een keuze tussen twee beschavingen: een beschaving van de mensen die van zichzelf helemaal meester (willen) zijn en een beschaving waar er voor een God en het bovenmenselijke nog plaats is ... ik denk dat het een uitwas is van een typische ontwikkeling van ik zou bijna zeggen van een kankerachtige groei van het bewustzijn dat in de Renaissance gelukkig ontwaakt is, maar dat nu bijna kankerachtige proporties heeft aangenomen, dat nu op hol slaat."

## Islam en interreligieuze dialoog
Danneels was vanaf 1999 lid van de World Conference on Religions and Peace, en was binnen die organisatie medeoprichter van een Europese afdeling die interreligieuze dialoog wilde bevorderen. Een belangrijk aandachtspunt sinds 2001 werd de dialoog met de islam in Europa. De kardinaal nam meermaals stelling in op dit punt, en stelde in juni 2007 tijdens een bijeenkomst te Utrecht dat "de christenen in West-Europa hun groeiend zelfbewustzijn en de grotere waardering van politici voor hun rol in de samenleving aan de islam te danken hebben. De moslims leerden volgens Danneels de christenen zich duidelijker te manifesteren. Politici wilden voorkomen dat religie met de islam geïdentificeerd werd. Daarenboven draagt religie bij aan cohesie in de samenleving door zich tegen de doorschietende individualisering te keren. Ook behoedt het christendom ons voor extreem-nationalistische avonturen. Verder stelde de kerkvorst dat religies dichter bij de armen staan dan veel andere groeperingen. Zij weten op korte termijn ook hun aanhang voor een bepaalde taak te mobiliseren. Bovendien zijn ze de enige in de samenleving die pretenderen een antwoord te hebben op het onoplosbare probleem van het lijden en de dood."
Kortom: de hernieuwde opkomst van de islam veroorzaakte volgens hem een verhevigde aandacht voor de wortels van de westerse beschaving, te weten de Griekse omvorming van de mythe naar de logos, het Romeins recht, de christelijke moraal, de verworvenheden van de Verlichting of de Roeping van het Westen.

## Sociale ethiek en ecologie
Danneels sloot zich aan bij de katholieke sociale leer zoals die onder Johannes XXIII en Paulus VI in meerdere encyclieken is vormgegeven. Hij pleitte met name voor een christelijk humanisme. Vanuit die achtergrond pleitte de kardinaal voor dialoog met andersdenkenden. In dit verband trad Danneels op 6 maart 2008 Danneels publiekelijk in debat met de Grootmeester Nationaal van het Grootoosten van België, Henri Bartholomeeusen, te Brussel naar aanleiding van la Foire du livre de Bruxelles. Vanuit dezelfde traditie van christelijk humanisme, onder invloed van het denken van Albert Dondeyne, waardeerde Danneels dat het ethisch besef bij bedrijfsleiders groeit en dat ondernemen ethisch niet neutraal is. Daarbij hoeft er geen tegenstelling te zijn tussen succesvol en moreel verantwoord handelen.
Jezus zou, aldus Danneels, geen goed ondernemer geweest zijn. Toch biedt de joods-christelijke traditie een aantal sleutelelementen aan:
- Een element is de boodschap dat de mens centraal moet staan. De onderneming en de arbeid mag nooit een doel op zich zijn maar een middel tot zelfrealisatie.
- Een ander element is de voorkeursbehandeling voor de zwakken in de samenleving
- Een derde sleutelelement is de duurzaamheid. Of ervoor zorgen dat de volgende generatie nog kan genieten van de rijkdommen der aarde. Dus niet "Après nous le déluge" of "wie dan leeft, wie dan zorgt".

Danneels verwijst naar een positieve evolutie in de Kerk over de relatie tussen godsdienst en ondernemerschap. Johan Verstraeten aan de Faculteit Theologie en Religiewetenschappen Leuven is actief bezig met deze thema's. In Rome is met de pauselijke raad Justitia et Pax aandacht voor de sociale moraal.
Danneels geeft ook mee dat de Kerk zich tot nu toe te veel heeft beziggehouden met twee soorten moraal: de persoonlijke moraal met thema's als seksualiteit en het huwelijk, en de internationale moraal met thema's als mensenrechten, honger en oorlog in de wereld. Men buigt zich pas de laatste jaren over wat daartussen ligt.
Naar aanleiding van de heiligverklaring van Pater Damiaan verklaarde Danneels begin juli 2008 dat laatstgenoemde een priester van zijn tijd was die vandaag nog tallozen blijft inspireren. Hij dacht daarbij aan de jongeren op zoek naar een levensideaal, kortom aan alle melaatsen van onze tijd: daklozen, mensen zonder papieren of de sans papiers, werklozen, vaderlandslozen en mensen zonder hoop.
Op 20 juli 2009 verwelkomde Danneels het bereikte politieke akkoord voor de sans-papiers dat een einde maakt aan de onzekerheid van een grote groep mensen. Ik wil onze dames en heren politici bemoedigen om ervoor te blijven ijveren dat dit delicate dossier met de nodige menselijkheid, grootmoedigheid en realisme wordt behandeld gaf de kardinaal nog mee. Ook verwees hij naar de recente encycliek Caritas in Veritate van Benedictus XVI met de woorden: Elke migrant is een menselijke persoon die als zodanig over fundamentele en onvervreemdbare rechten beschikt die door iedereen en in alle omstandigheden moeten worden gerespecteerd.
In de homilie tijdens de middernachtmis van 2009 in de Sint-Michiels en Sint-Goedelekathedraal te Brussel alludeerde Danneels op de klimaattop in Kopenhagen als volgt: "De zorg voor de planeet is er wel wat bekaaid uitgekomen wat concrete besluiten betreft, maar de zorg voor onze aarde is voorgoed op de kaart gezet." Daaraan verbond hij een andere vorm van vervuiling wanneer hij zei: "Er bestaat ook iets als geestelijke en morele pollutie. Er is andere CO2-uitstoot die ons ademen hindert. Daar is de wildgroei van het geld, de ongebreidelde genieting en de verleiding van de macht. Kerstdag is het feest van de kinderen, van de vaders en de moeders en van het gezin. Er is de ecologie van het echtpaar en van de gezinnen. Daar is de pollutie en daar is de klimaatzorg die we in onze tijd en cultuur zo nodig hebben: de zorg om de liefde tussen man en vrouw, tussen ouders en kinderen en tussen zonen en dochters en hun ouders."

## Conclaaf van 2005 en Groep van Sankt Gallen

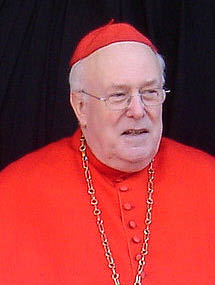
Mgr. Danneels tijdens de Heilig Bloedprocessie in Brugge op Hemelvaartsdag 2008

Toen Vaticaanwatcher John Allen Danneels in de National Catholic Reporter in november 2003 op zijn lijstje van papabili geplaatst had, werd hij door sommigen als kandidaat voor het conclaaf van 2005 getipt. Hoewel dit vooral in de Belgische media gebeurde, werd Danneels ook in Amerika geschaard bij de meer geliefde opvolgers.
Een aantal katholieke gelovigen was na de afloop van het conclaaf en de aanstelling van paus Benedictus XVI geschokt door de koele indruk die Danneels gaf tijdens de persconferentie die hij na de beëindiging van het conclaaf in Rome gaf. Door de Vlaamse pers werd deze indruk geïnterpreteerd als een teken van zijn ontgoocheling over de keuze van het College van Kardinalen. Anderen, zoals monseigneur Léonard, schreven dit eerder toe aan de algemene koele en gematigde inborst van de kardinaal. Dat hij omwille van deze persconferentie de uitnodiging voor het feestmaal met de kardinalen ter ere van de nieuwe paus op 20 april 2005 afsloeg, werd algemeen beschouwd als een veelzeggend gebaar.
Uit de biografie van Danneels, die in 2015 werd gepubliceerd door Karim Schelkens en Jürgen Mettepenningen, bleek zijn lidmaatschap, in de jaren 1999 tot 2006, van een besloten groep bisschoppen en kardinalen die, onder het leiderschap van kardinaal Carlo Maria Martini, streefden naar kerkvernieuwing, aandacht voor decentralisatie en synodaliteit. Deze agenda stond in contrast met de koers van de pontificaten van Johannes Paulus II en Benedictus XVI en vormde mee een verklarende factor voor de ontevredenheid van Danneels bij de pauskeuze van 2005.

### Ontslag als aartsbisschop en metropoliet

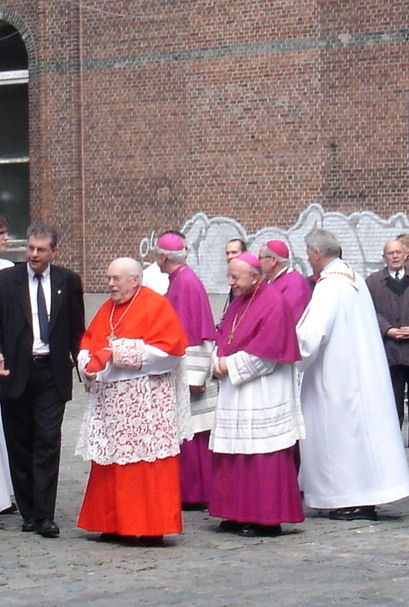
Godfried Danneels en Mgr. Rauber

Op 22 mei 2008 stelde Danneels, zoals volgens de geldende voorschriften van de codex iuris canonici gebruikelijk is, vanwege het bereiken van de 75-jarige leeftijd, zijn bisschopsambt ter beschikking. De paus vroeg hem nog een jaar aan te blijven, in verband met de op dat moment nakende heiligverklaring van pater Damiaan en de viering van het 450-jarig bestaan van het aartsbisdom Mechelen(-Brussel).
Eind december 2009 kwamen er negatieve geluiden in de Italiaanse pers over Danneels' ambtstermijn als aartsbisschop. De rechtsgeoriënteerde Italiaanse kerkanalist Paola Rodari schreef in de krant Il Foglio: Danneels laat na 30 jaar een puinhoop achter. De Belgische kerken zijn leeggelopen en onder zijn bewind werden erg onchristelijke wetten gestemd. In de officiële krant van het Vaticaan, L'Osservatore Romano, werd Danneels als de doodgraver van de Belgische kerk omschreven en werden de gevolgen van de secularisatie voor de Belgische kerk eenzijdig op zijn conto geschreven. De kardinaal reageerde op deze beweringen met de volgende bewoordingen: Dit is beschadiging. Het is niet juist. Ik draag voor een stuk verantwoordelijkheid, maar dit gaat over een veel groter gegeven dan ik kan beheersen. Hiermee verwees Danneels naar de socioculturele ontwikkelingen in België gedurende zijn ambtstermijn.
In het weekeinde van 8 tot en met 10 januari 2010 nam Danneels achtereenvolgens in Mechelen, Nijvel en Brussel afscheid. In zijn afscheidshomilie op 10 januari in de Sint-Romboutskathedraal te Mechelen benadrukte hij zijn liefde voor de Kerk, die hij zijn leven lang gekoesterd heeft. Ook voor de liturgie, als de Kerk op haar mooist, zo prees hij. Daarbij deed hij een verwijzing naar het communistische Rusland, waar de Russisch-orthodoxe christenen gedurende zeventig jaar hun geloof bewaard hebben ondanks de onderdrukking, dankzij de liturgie. Danneels riep ook op tot vergevingsgezindheid, want: België is met zijn vele talen, rassen en culturen een laboratorium. Hij besloot met de woorden van de H. Teresia van Lisieux: Alles is genade.
Op 16 januari 2010 maakte paus Benedictus XVI bekend dat hij het ontslag van Danneels aanvaard had en dat de Naamse bisschop André Léonard tot zijn opvolger benoemd werd. In de tijd tussen de benoeming van monseigneur Léonard en het in bezit nemen van de aartsbisschoppelijke zetel fungeerde Danneels als administrator van het aartsbisdom.

## Gerechtelijk onderzoek sinds 2010
Sedert 24 april 2010 is Danneels in opspraak door de affaire rond de voormalige bisschop van Brugge Roger Vangheluwe, die verantwoordelijk was voor misbruik van een familielid. Priester Rik Devillé beweert dat de kardinaal al in de jaren 90 op de hoogte zou zijn geweest. Danneels heeft dat altijd ontkend. Hij ging op vraag van Vangheluwe in gesprek met het slachtoffer en de dader. Later, voor een parlementaire commissie verklaarde de kardinaal dat hij pas begin april 2010 een eerste gesprek had met de ontslagnemende bisschop en zijn familie. Over dat gesprek verklaarde de kardinaal: "Er is van mijnentwege nooit maar een schijn van een poging ondernomen om de zaak in de doofpot te stoppen of er de mantel van de geheimhouding over te gooien. Het doel van de bijeenkomst was dat ik vooral zou luisteren." De transcriptie van het opgenomen gesprek werd gepubliceerd in de De Standaard van 28 augustus 2010, en gaf aan dat Danneels zocht naar een discreet compromis en het slachtoffer probeerde te overhalen het stilzwijgen te bewaren tot na het emeritaat van de dader.
Op 24 juni 2010 werd tijdens Operatie Kelk een grootschalige huiszoeking uitgevoerd in het Mechelse aartsbisschoppelijk paleis en in de woning van Danneels op rust, waarbij diens computer in beslag werd genomen. Danneels werd tevens meegenomen naar het aartsbisschoppelijk paleis om aan te duiden waar er nog eventuele dossiers zouden liggen. Volgens een van zijn woordvoerders werd niets bezwarends gevonden. Na een procedureslag bleken de huiszoekingen in het aartsbisschoppelijk paleis onwettig en moesten de in beslag genomen dossiers worden teruggebracht naar het aartsbisdom Mechelen-Brussel. Het gerechtelijk onderzoek rond seksueel misbruik in de Belgische kerk is evenwel niet afgerond en wacht nog op een juridisch besluit.
Op 10 juli 2010, tijdens de aanstelling van Jozef De Kesel tot nieuwe bisschop van Brugge, kreeg Danneels een steunbetuiging vanwege de kerkgangers in de vorm van een staande ovatie. Bekend kerkjurist Rik Torfs beweerde echter dat Danneels' manier van werken niet mee evolueerde met de tijd. Hij vond dat dertig jaar geleden de Belgische kerkprovincie nog sterk stond, en een cultuur huldigde om problemen binnenskamers te houden. In die zin is Danneels volgens hem ingehaald door de tijd.
Op 7 december 2010 zond de Vlaamse televisiezender Eén een interview uit dat Martin Heylen had met Danneels in de abdij van Orval in het programma God en klein Pierke. Daarin zei de kardinaal onder meer dat de Kerk te weinig zwaar getild had aan het seksueel misbruik. Hij zei dat in vroegere tijden ook anders tegen dit soort zaken werd aangekeken en dat seksueel misbruik niet alleen in de Kerk voorkwam, maar dat - waar het voorkwam in de Kerk - het wel twee keer zo erg is.

## Emeritaat
Nadat Danneels als aartsbisschop was opgevolgd door André Léonard bleef hij een actieve rol spelen in de Kerk. Hij was in maart 2013 aanwezig als stemgerechtigd kardinaal op het conclaaf dat leidde tot de verkiezing van paus Franciscus. De paus stelde hem ook aan als bijzonder genodigde op de twee bisschoppensynodes over het huwelijk en het gezin in 2014 en 2015.

## Bisschopswijdingen
Godfried Danneels was de eerstwijdende bisschop van de volgende (hulp)bisschoppen: 
- Paul Van den Berghe (1980),
- Paul Lanneau (1982),
- Rémy Vancottem (1982),
- Luc De Hovre (1982),
- Roger Vangheluwe (1985),
- Albert Houssiau (1986),
- Jan De Bie (1987),
- André Léonard (1991),
- Arthur Luysterman (1991),
- Aloys Jousten (2001),
- Jozef De Kesel (2002),
- Guy Harpigny (2003),
- Lucas Van Looy (2004),
- Johan Bonny (2009).

## Aan het Belgische hof
- Danneels doopte de prinse(sse)n Amedeo, Elisabeth, Emmanuel, Gabriel en Eléonore.
- Danneels huwde de prinse(sse)n Filip, Astrid, Laurent en Amedeo.
- Danneels begroef koningen Leopold III van België en Boudewijn, prinses Lilian en koningin Fabiola.

## Onderscheidingen
In 2010 werd Danneels ereburger van de stad Mechelen.

## Publicaties
- Geroepen tot vrede met God en met de mensen: zonde, bekering en vergeving ([S.l.]: [s.n.], [s.d.])
- Wat God heeft samengebracht: het Christelijk huwelijk ([S.l.]: [s.n.], [s.d.])
- Gids voor de liturgische gemeenschapsviering: publicaties van de Sint-Andriesabdij / Thierry Maertens, Jean Frisque, Godfried Danneels ... [et al.] (Biblica, 1966-1967)
- Hoe vandaag het geloof doorgeven? / Godfried Danneels, Franciszek Macharski en Joseph Ratzinger (Unistad, 1984, ISBN 9067213411)
- God is geen tweede verdieping / Godfried Danneels ... [et al.] (Davidsfonds, 1984, ISBN 9061521912)
- De avond voor zijn lijden en dood (Persdienst Aartsbisdom, 1985)
- Verheug U Maria: bezinning en gebeden rond de blijde geheimen van de Kersttijd (Katholieke Kerk, 1985)
- Zalig zijt Gij: een paasoverweging bij de acht zaligsprekingen (Bisdom Mechelen, 1986)
- Het vuur van het begin: een woord bij ... Pinksteren 1987 (Katholieke Kerk, 1987)
- Maria en de nieuwe evangelisatie / Godfried Danneels, Ernest Henau, Wilfried Rossel ... [et al.] (Altiora, 1988, ISBN 9031707627)
- Het geloof van een kardinaal: gesprekken met Godfried Danneels / interviews door Guido Van Hoof (De Nederlandsche Boekhandel, 1988, ISBN 9028912924)
- (fr) Un collège théologique de la Compagnie de Jésus: 150e anniversaire Louvain 1838-Bruxelles 1988 / door René Lafontaine, Camille Dumont, Godfried Danneels, ... [et al.] (Institut d'Etudes Theologiques, 1989)
- Wie is God voor u: gesprekken met jongeren (Unistad, 1990, ISBN 9070276461)
- Gods goede woord voor het gezin: gesprekken met ouders / Godfried Danneels; Iny Driessen (Unistad, 1991, ISBN 9070276895)
- Tussen twee encyclieken: Rerum novarum en Centesimus Annus (1891-1991) // in: De gids op maatschappelijk gebied, jrg. 82 (1991) nr. 6/7, p. 557-564
- Samen op weg naar vrede: in de geest van Assisi '86 / Rik Hoet, Godfried Danneels, Jo Hanssens (Pax Christi Vlaanderen, 1992, ISBN 907027695X)
- Woorden van leven (Lannoo, 1992, ISBN 9020921258)
- In uw woorden wonen: verslagboek van het bezinningscongres van het Nationaal Secretariaat van het Katholiek Onderwijs / André De Wolf; Godfried Danneels; Paul Van den Berghe ... [et al.] (Lannoo, 1993, ISBN 9020923595)
- Damiaan: een portret (Persdienst Aartsbisdom, 1994)
- De menslievendheid van God: gesprekken met Gwendoline Jarczyk / interview door Gwendoline Jarczyk met Godfried Danneels (Altiora, 1994, ISBN 9031710865)
- Een gids voor wie dreigen te verdwalen?: ethische en religieuze benadering // in: Kultuurleven, jrg. 91 (1994) nr. 1, p. 18-25
- Wetenschap, ethiek, wetgeving / Herman van den Berghe, Godfried Danneels, Wivina Demeester // in: Kultuurleven, jrg. 91 (1994) nr. 1, p. 26-33
- Afscheid nemen: leven met onmacht [video] / regie Jan Matthijs; teksten Godfried Danneels (Persdienst Aartsbisdom, 1995)
- Wie zijn dat in die witte gewaden?: de witte mars, en daarna? (Persdienst Aartsbisdom, 1996)
- De vertrooster: over de heilige Geest (Persdienst Aartsbisdom, 1997)
- Kruisweg: beeldmeditaties (Persdienst Aartsbisdom, 1997)
- Bogen tussen hemel en aarde: markante figuren uit de bijbel / Godfried Danneels, Frans Lefévre, Marc Roseeuw (Davidsfonds, 1997, ISBN 9061529670)
- Waken en bidden: gebeden (Lannoo, 1997, ISBN 9020931121)
- Vergeten en vergeven? (Persdienst Aartsbisdom, 1998)
- Kiemkracht: verslagboek van het bezinningscongres van het Vlaams Secretariaat van het Katholiek Onderwijs / De Wolf, Andre; Danneels, Godfried; Van den Berghe, Paul ... [et al.] (Lannoo, 1998, ISBN 9020932268)
- Vernieuwde aandacht voor innerlijkheid: een bundeling inspirerende teksten / Godfried Danneels, Lode Aerts, Koen de Meester ... [et al.] (Carmelitana, 2000, ISBN 9076671125)
- God, mijn oase: getuigenis van een kleingelovige / meditatieve teksten van Phil Bosmans; ingesproken op cd door Kardinaal Godfried Danneels; geproduceerd door Robert Kino (Lannoo, 2000, ISBN 9020940546)
- Is een oude honger terug?: schoonheid als bron van spiritualiteit (Valkhof, 2001, ISBN 9056250841)
- (fr) Figures bibliques: icônes d'humanité (Cerf, 2001, ISBN 2204068004)
- Is God een alleskunner?: kardinaal Godfried Danneels in gesprek met tieners over leven en geloof / Godfried Danneels; opgetek. door Iny Driessen (Lannoo, 2001, ISBN 9020944045)
- Interventie Bisschoppensynode 2001 // in: Kerkelijke documentatie, jrg. 29 (2001) nr. 8, p. 13-16
- Hoe duurzaam is de kerk in België?: interview met kardinaal Godfried Danneels / Dirk Coeckelbergh // in: De gids op maatschappelijk gebied, jrg. 92 (2001) nr. 1, p. 4-8
- Arcabas: et incarnatus est: polyptiek van Jezus' geboorte en kindertijd en andere werken / François Boespflug; inl. Godfried Danneels (Halewijn, 2002, ISBN 9073503604)
- Als een ademruimte voor de mens: bidden in onze cultuur: een bundeling inspirerende teksten / Godfried Danneels, Koen De Meester, Iny Driessen ... [et al.] (Carmelitana, 2002, ISBN 9076671265)
- De bisschop en de media in de 21ste eeuw (Valkhof, 2002, ISBN 9056251228)
- Wat met de sacramenten? // in: Rondom gezin, jrg. 23 (2002) nr. 1, p. 15-25
- Verwondering / fotogr. Jan Breyne; teksten Godfried Danneels (Stichting Kunstboek, 2003, ISBN 9058561178)
- Stil leven: getuigenissen over stilte en verinnerlijking / met schilderijen van Leo Engels; Godfried Danneels, Dixie Dansercoer, Etienne Davignon ... [et al.] (Lannoo, 2003, ISBN 9020952625)
- De eerste vrouw die 150 wordt, is nu al geboren: twaalf confronterende gesprekken over vergrijzing / [interv.] Jos Grobben, Bart Vandormael; [geinterv.] Bea Cantillon, Godfried Danneels, Hugo de Ridder ... [et al.] (Van Halewyck, 2003, ISBN 9056175378)
- Ken je ze alle zeven?: een geloofsboek voor kinderen / Godfried Danneels; red. Iny Driessen (Lannoo, 2003, ISBN 9020952889)
- Johannes aan het woord (Halewijn, 2003, ISBN 907350371X)
- Vertrouwen: een dagboek van wijsheid en geloof (Lannoo, 2003, ISBN 9059950046)
- Gekneusd vertrouwen, vaste hoop (Valkhof, 2004, ISBN 9056251821)
- Het kleine boek geloof (Lannoo, 2004, ISBN 9020958437)
- Europa, werkelijkheid en opgave: verkenningen in het spoor van Romano Guardini / F.H.J.J. Andriessen, Godfried Danneels, O.M. von der Gablentz ... [et al.]; red. D.A.A. Loose ... [et al.] (Damon, 2004, ISBN 9055735302)
- Sociale bewegingen en hun christelijke identiteit // in: De gids op maatschappelijk gebied, jrg. 95 (2004) nr. 5, p. 18-22
- Europa als macht?: reflecties over de vorming van jonge Europeanen / Raoul Bauer, Godfried Danneels, Danielle Deli ... [et al.] (Academia Press, 2005, ISBN 9038208057)
- De mens is een religieus beest / Hans Mertens, Frans Steenhoudt (interv.); Godfried Danneels (geint.) // in: Eos, jrg. 22 (2005) nr. 4, p. 108-111
- Hopen en bidden: gedachten bij het Onzevader (Lannoo, 2006, ISBN 9789020967722)
- In de vuurlinie: armworstelen met de pers / Peter Frans Anthonissen, Godfried Danneels, Pascal Paepen ... [et al.] (Lannoo, 2008, ISBN 9789020978865)
- Richt ons weer op: als leven pijn doet / Iny Driessen, Godfried Danneels (Lannoo, 2008, ISBN 9789020978308)
- In gesprek met kardinaal Danneels (2009), een interviewboek van Jan Becaus en Christian Laporte, uitg. Fidélité